# 루카 이바누셰츠
루카 이바누셰츠(크로아티아어: Luka Ivanušec, 1998년 11월 26일 ~ )는 수페르리가 엘라다의 클럽 PAOK와 크로아티아 국가대표팀에서 레프트 윙어로 활약하는 크로아티아의 프로 축구 선수이다.

## 구단 경력

### 로코모티바 자그레브
바라주딘에서 태어난 이바누셰츠는 2015년 12월 20일, 슬라벤 벨루포를 상대로 프르바 HNL의 로코모티바 자그레브에서 프로 데뷔 전을 치렀다. 그는 85분 요시프 초리치를 대신해 교체 선수로 출전하여 로코모티바가 3-0으로 승리했다. 그는 다음 시즌인 2016년 6월 30일, 안도라의 산타콜로마를 상대로 유럽 클럽 데뷔 전을 치르기 전까지 클럽에서 다시 한 번 출전하지 않았다. 그는 경기에 선발 출전하여 60분 동안 뛰었고 로코모티바가 3-1로 승리했다. 그 후 2016년 12월 3일, 치발리아를 상대로 클럽의 첫 골을 넣었다. 그의 73분 골은 로코모티바가 최하위 팀을 4-1로 꺾는 세 번째 골이었다.

### 디나모 자그레브
2019년 8월 19일, 이바누셰츠는 셀틱과 올림피아코스의 관심에도 불구하고 크로아티아 챔피언 디나모 자그레브와 계약했다. 그는 8월 31일, 스타디온 폴류드에서 열린 하이두크 스플리트와의 더비 경기에서 1-0으로 패한 경기에서 디나모 소속으로 데뷔했다. 그는 11월 6일, UEFA 챔피언스리그에서 샤흐타르 도네츠크와 3-3 무승부를 기록하며 디나모 소속으로 첫 골을 기록했다. 조란 마미치가 클럽의 감독으로 임명된 후, 이바누셰츠는 팀의 중요한 일원이 되었다.

### 페예노르트
2023년 8월 25일, 네덜란드 클럽 페예노르트는 이바누셰츠와 5년 계약을 체결했다고 발표했다. 그는 9월 16일, 헤이렌베인과의 홈 경기에서 6-1로 승리하며 클럽의 첫 골을 넣었다.

## 국가대표팀 경력
이바누셰츠는 2017년 1월 11일, 칠레와의 2017년 차이나컵 경기에서 크로아티아 국가대표팀으로 데뷔했으며, 크로아티아가 승부차기에서 4-1로 패하면서 90분 프랑코 안드리야셰비치와 교체 투입되었다. 그는 다음 경기에서 중국과의 경기에서 첫 성인 대표팀 골을 넣었고, 36분에 골망을 잡아 크로아티아에 리드를 안겼다. 하지만 중국이 동점을 만들어 경기를 1-1 무승부로 마쳤고, 결국 중국이 승부차기에서 4-3으로 승리했다. 이 골로 그는 크로아티아 국가대표팀 역사상 가장 어린 골잡이가 되었으며, 이반 라키티치를 제치고 득점왕에 올랐다.
이바누셰츠는 2021년 UEFA 유로 2020에서 즐라트코 달리치의 26인 명단에 포함되었다. 그는 또한 10월 31일에 열린 2022년 FIFA 월드컵 예비 34인 명단에 이름을 올렸지만, 최종 26인 명단에는 들지 못했다.